# Darian King
Darian King (Bridgetown, 26 aprile 1992) è un tennista barbadiano.
Darian si definisce tennista dal gioco solido capace di aspettare il momento giusto per attaccare e prendere la rete. Non disdegna gli scambi prolungati e la sua superficie preferita è il cemento lento.

## Statistiche
Aggiornate al 19 settembre 2022.

### Tornei minori

#### Singolare

##### Vittorie (13)
| Legenda tornei minori |
| Challenger (3)        |
| ITF (10)              |

| N. | Data           | Torneo                                                  | Superficie  | Avversario in finale   | Punteggio     |
| 1. | 10 luglio 2016 | Open Cali I, Cali                                       | Terra rossa | Víctor Estrella Burgos | 5-7, 6-4, 7-5 |
| 2. | 24 luglio 2016 | Levene Gouldin & Thompson Tennis Challenger, Binghamton | Cemento     | Mitchell Krueger       | 6-2, 6-3      |
| 3. | 2 ottobre 2016 | Tiburon Challenger, Tiburon                             | Cemento     | Michael Mmoh           | 7–6(2), 6-2   |

##### Sconfitte in finale (12)
| Legenda tornei minori |
| Challenger (3)        |
| ITF (9)               |

| N. | Data           | Torneo                                 | Superficie | Avversario in finale | Punteggio |
| 1. | 8 ottobre 2017 | Stockton Challenger, Stockton          | Cemento    | Cameron Norrie       | 1-6, 3-6  |
| 2. | 4 marzo 2018   | Oracle Challenger Series, Indian Wells | Cemento    | Martin Kližan        | 3-6, 3-6  |
| 3. | 6 gennaio 2019 | Orlando Open, Orlando                  | Cemento    | Marcos Giron         | 4-6, 4-6  |

#### Doppio

##### Vittorie (22)
| Legenda tornei minori |
| Challenger (4)        |
| ITF (18)              |

| N. | Data            | Torneo                          | Superficie  | Compagno                  | Avversari in finale                    | Punteggio         |
| 1. | 15 luglio 2017  | Open Medellin, Medellín         | Terra rossa | Miguel Ángel Reyes-Varela | Nicolás Jarry Roberto Quiroz           | 6-4, 6-4          |
| 2. | 6 ottobre 2018  | Stockton Challenger, Stockton   | Cemento     | Noah Rubin                | Sanchai Ratiwatana Christopher Rungkat | 6-3, 6-4          |
| 3. | 13 luglio 2019  | Winnipeg Challenger, Winnipeg   | Cemento     | Peter Polansky            | Adil Shamasdin Hunter Reese            | 7–6(8), 6-3       |
| 4. | 12 ottobre 2019 | Fairfield Challenger, Fairfield | Cemento     | Peter Polansky            | Sem Verbeek Andre Goransson            | 6-4, 3-6, [12-10] |

##### Sconfitte in finale (11)
| Legenda tornei minori |
| Challenger (3)        |
| ITF (8)               |

| N. | Data              | Torneo                                 | Superficie | Compagno       | Avversari in finale            | Punteggio           |
| 1. | 21 luglio 2018    | Challenger de Gatineau, Gatineau       | Cemento    | Peter Polansky | Robert Galloway Bradley Klahn  | 6(4)–7, 6-4, [8-10] |
| 2. | 2 marzo 2019      | Oracle Challenger Series, Indian Wells | Cemento    | Hunter Reese   | JC Aragone Marcos Giron        | 4-6, 4-6            |
| 3. | 28 settembre 2019 | Tiburon Challenger, Tiburon            | Cemento    | JC Aragone     | Robert Galloway Roberto Maytín | 2-6, 5-7            |